# Joakim Göthberg
Joakim Göthberg pjevač je melodičnog death metal sastava Dimension Zero i bivši pjevač i bubnjar black metal-sastava Marduk. Može ga se čuti i na demo-verzijama In Flamesovih pjesama "Dead Eternity" i "The Inborn Lifeless" koje se nalaze na japanskom izdanju albuma The Jester Race.

## Diskografija
Marduk (1990. – 1995.)
- Fuck Me Jesus (1991.) (demo)
- Dark Endless (1992.)
- Those of the Unlight (1993.)
- Opus Nocturne (1994.)
- Here's No Peace (1997.) (EP) (snimljen 1997.)
- Blackcrowned (2002.) (kompilacja)
- Rom 5:12 (2007.) (kao gost na pjesmi 2.)

Dimension Zero
- Silent Night Fever (2002.)
- This Is Hell (2003.)
- He Who Shall Not Bleed (2007.)